# Théâtre de Daugavpils
Le théâtre de Daugavpils (en letton : Daugavpils teātris) est un théâtre professionnel en Lettonie fondé en 1996 par le metteur en scène  Valentīns Maculevičs. La compagnie actuelle occupe les locaux dans la maison du peuple Vienības nams où depuis 1938 se produisaient d'autres troupes théâtrales, alors que l'histoire du théâtre de la ville commence au XIXe siècle. Le bâtiment se situe au numéro 22a, rue Rīgas, à Daugavpils. Le théâtre compte les acteurs lettons et russes, on trouve au programme les spectacles en ces deux langues. Parfois les représentations s'y déroulent en latgalien. Le théâtre propose les spectacles pour un large public et aussi les spectacles pour enfants. En 2002, Harijs Petrockis y a monté un opéra-rock Čigāns sapnī d'après le poème de Māris Čaklais.
Le théâtre, depuis sa fondation, a remporté deux prix au festival Rūdolfs Blaumanis à Valmiera, pour la pièce Zagļi (Harijs Petrockis, 2001) et No saldenās pudeles (Harijs Petrockis, 2005).  Quatre de ses spectacles pour enfants, Brīnumdaiļā skaistule (V.Dupaks 2003), Aizej tur, nezin kur (M.Mamedovs 2004), Velniņi (V.Jansons, 2008), Viss ir viņa (Georgijs Surkovs, 2014) ont été récompensés par le trophée Spēlmaņu nakts.